# 52ª Squadriglia
La 52ª Squadriglia della Regia Aeronautica è attiva dal gennaio 1936 all'Aeroporto di Assab con aerei Caproni.

## Storia

### Guerra d'Etiopia
Dopo alcuni sfortunati eventi successi alla 17ª Squadriglia del XXVII Gruppo bombardamento AO dell’8º Stormo dotata di 5 Caproni Ca.111 sull'Aeroporto di Assab, in considerazione ‘di commenti e prevenzioni sul numero distintivo della squadriglia’ viene chiesto il cambiamento del nome che viene concesso in 52ª Squadriglia dal 15 marzo 1936.

### Africa Orientale Italiana
Al 1º ottobre 1936 è nel XXVII Gruppo autonomo del Comando settore aeronautico nord di Asmara e da novembre successivo vola sui Caproni Ca.133 nell'ambito dell'Africa Orientale Italiana.

### Guerra civile spagnola
Nel gennaio 1938 era all'Aeroporto di Palma di Maiorca con 6 S.M.79 nel XXVII Gruppo dell'8º Stormo dell'Aviazione Legionaria.

### Seconda guerra mondiale
Al 10 giugno 1940 la 52ª Squadriglia è nel 27º Gruppo con 8 Savoia-Marchetti S.M.79 a Villacidro nell'8º Stormo Bombardamento Terrestre dell'Aeronautica della Sardegna - ASAR ed in AOI era nel XXVII Gruppo Bombardamento Terrestre di Assab con 6 Caproni Ca.133.